# Густав Айфел
Вижте пояснителната страница за други личности с името Айфел.
Алекса̀ндър Гу̀став А̀йфел  (на френски: Alexandre Gustave Eiffel; 15 декември 1832 – 27 декември 1923) е френски инженер. Името му на френски се произнася Гюста̀в Ефѐл, но в българския се е наложила транскрипцията от немското звучене. Известен е с проектирането на Айфеловата кула и на носещата конструкция на Статуята на свободата в Ню Йорк.

## Биография
Той е първият и единствен син на гвардейския офицер Франсоа Александър Бьоникхаузен и на Катрин Мелани Моньоз. Ражда се на 15 декември 1832 година в Дижон, Франция. Александър Густав Бьоникхаузен е потомък на пруски дезертьор, живял в немската провинция Айфел.
В ранното си детство Айфел дава вид, че ще спази традицията за неграмотните инженери. Той изобщо няма интерес към училището, а предпочита да ходи в химическата фабрика за оцет на чичо си и да изучава процесите там. В последните два класа на лицея обаче изведнъж се запалва по литературата и историята, започва да чете и да учи много.
Без да е отличник, младият Густав завършва средното си образование и се явява на приемен изпит за постъпване във висше училище. Както преди, резултатът му е добър, но не му позволява да влезе в Политехниката. Бьоникхаузен завършва „Централното училище по изкуства и манифактури“ (École centrale des arts et manufactures) с диплома на инженер. Той, както и останалите негови състуденти, се насочват към частния сектор.
На 25 започва работа в една инженерна фирма и почти веднага получава големи поръчки – проектиране и строеж на два железопътни моста, които той изгражда със съвсем новите тогава технологии – кесони със сгъстен въздух и хидравлични цилиндри.
След кратък стаж като служител, Густав бързо създава собствено предприятие. Специализира се в строежа на стоманени мостове, парни котли и виадукти. Винаги е точен в изпълнението на отговорните обекти и оправдава доверието на клиентите си. Името му започва да се произнася с уважение.
През 1875 година, малко след загубената от Франция война с Прусия, срещу младия предприемач е направен донос, че е прикрит шпионин и работи в полза на прусите. Като доказателство се изтъква фамилното му име. Автор на доноса е негов служител чертожник. Младият предприемач има не само силен характер. Със съдебен процес той доказва своята невинност и за улеснение приема като фамилно име Айфел, името на областта, от която е дошъл неговият прадядо.
Густав Айфел възлага на свои близки проучване за подходяща съпруга. Освен към тях, той се обръща към един нотариус и към един свещеник. Търсенето включва следните параметри: социалното положение на родителите на кандидатката, зестрата, качествата и недостатъците ѝ. В писмо до баща си Густав е още по-конкретен: „Бих се задоволил със жена със скромна зестра, лицето – без значение, за сметка на това да е непретенциозна, добра домакиня и да ражда здрави деца.“
Избраницата е Женевиев Годоле. В деня на сватбата тя е на 18, той – на 30 години. По всичко личи, че съпругата отговаря на неговите изисквания, защото му ражда 5 деца: две момчета и три момичета. Женевиев умира на 8 септември 1877 година, само на 33 години.
Айфел създава инженерна компания на свое име. Скоро след това в Париж започва реализацията на една гигантска статуя, дело на френския скулптор Огюст Бартолди. Тя трябва да символизира приятелството между френската и американската републики. Поводът е 100-годишнината от създаването на САЩ. Точно тогава изпълнителят на вътрешната конструкция, Виоле льо Дюк, умира. Бартолди кани Айфел да поеме престижния обект.
Структурата е изработена от ковано желязо и мед в работилницата на Айфел край Париж. Отделните части са свързани с нитове, набивани ръчно в дупки, направени предварително. Статуята тежи около 220 тона и е доставена в 200 сандъка в Ню Йорк на 19 юни 1885 година. Американците посрещат френския подарък с артилерийски залпове и заря. Монтажът е реализиран от френски работници и инженери върху цокъл, приготвен от американците. Точността и издръжливостта на конструкцията се оказват безупречни.

## Айфеловата кула
Айфел получава световна известност с построената в Париж за изложението през 1889 г. кула (точно 100 години след падането на Бастилията през 1789 г.), която е сред най-забележителните технически съоръжения на 19 век. Айфеловата кула е издигната на Марсово поле, срещу Йенския мост. С височината си от 300 m тя е почти 2 пъти по-висока от най-високите сгради в света по това време – (Хеопсова пирамида (137 m), Кьолнска катедрала (156 m), Улмска катедрала (161 m) и др. Кулата е изградена изцяло от желязо и се състои от 3 етажа.
Изграждането на Айфеловата кула започва на 28 януари 1887 г. и продължава до 31 март 1889 г., като струва 6,5 млн. франка.
Световното изложение от 1889 година в Париж съвпада със 100-годишнината от избухването на Френската революция. Страната се съвзема икономически с бързи темпове от последната война. Изложението трябва да покаже, че Франция се връща на световната сцена през голямата врата. Идеята за строеж на кула като свидетелство на прогрес и величие плъзва из проектантските бюра. В комисията, съставена от Министерството на търговията и индустрията, както и от кметството на Париж, постъпват 107 проекта. В края на състезанието остават два, единият е на Жюл Бурде, другия на Густав Айфел.
Първата кула е от гранит, материя чуплива и лишена от гъвкавост, докато желязото в ръцете на майстор като Густав Айфел взима формата на дантела. Айфел се показва не само като блестящ инженер, но и убедителен преговарящ. Той атакува конкурентния проект с аргумента, че металната кула след края на изложението може да бъде разглобена и преместена другаде. Дори определя цената за премахване на конструкцията – 700 000 франка.
За реализацията на проекта е образувано сдружение от инвеститори. Айфел влага 3 милиона лични средства, другите пари са на държавата и няколко банки. Предвидлив преговарящ, под претекст за възвръщаемост на вложения от него труд, той получава 20-годишна концесия на обекта.
28 януари 1887 година е денят на първата копка. Срокът за реализация на проекта е изключително къс – малко повече от една година. На всички нива условията за работа са изключително трудни. Най-трудни са основите, които трябва да понесат тежестта на 7300 тона желязо и да гарантират сигурността на хилядите посетители. За двата крака от страна на „Марсово поле“ се изкопават 7-метрови дупки. Изливат се бетонни плочи с по 2 метра дебелина и стабилността е постигната.
С другите два крака от страната на Сена, полагането на основите са оказва много по-сложно. От близостта на реката почвата е пропита с вода. За да стигнат до твърда земя, изкопчиите слизат до 15 метра дълбочина. Густав Айфел прилага техника с „въздух под налягане“ и помпи, за да отклони подземните струи вода. Поради мизерното заплащане, от 75 сантима на час и изключително тежкия труд на строежа, избухват две стачки. Иначе отношенията между него и персонала са добри. Работниците го уважават и имат доверие в неговото ръководство.
В края на март 1889 година е приключен третият етаж. Срокът е спазен и ентусиазмът расте. Последната тераса е на 300 метра височина. До нея се стига с вита стълба. Броят на стъпалата е 1892. Тази цифра не е случайна. Тя символизира прокламирането на френската република през 1892 година. Освен стълбата, на посетителите са предоставени 4 полегати и един вертикален асансьор. Целият вътрешно-транспортен комплекс е революционно постижение на техниката.
Айфеловата кула е завършена през март, но официално открита за публиката на 15 май 1889 година. Интересът, който поражда, се превръща в триумф. Самият Айфел не крие гордостта си: „Аз дадох на френското знаме най-високата мачта в света!“ – казва той.

## Обекти, проектирани от Густав Айфел
Построил е множество железопътни линии, мостове (моста в Бордо, мост над река Дуро при гр. Порто в Португалия, моста на Дунав в Сегед Унгария, моста на Червената река в Ханой Виетнам и др. в Египет, Боливия, Перу), виадукт, гари (в Будапеща и Сан Себастиан), двореца на културата в Яш (Румъния), въртящия се купол на обсерваторията в Ница, който, въпреки че тежи 100 тона, лесно може да се завърти само от един човек; усъвършенствал е подвижните мостове, един шлюз на Панамския канал и др.
Като инженер в Панамското дружество, изграждащо Панамския канал, доставя за него машини от машиностроителния си завод в Левалоа-Пере (близо до Париж, където е бил направен и металният скелет на Статуята на свободата в Ню Йорк). Избухналият през 1892 г. Панамски скандал засяга и неговата личност – обвинен е, че е получил 19 милиона франка за фиктивни дейности. Предаден е на съдебните органи през 1893 г. заедно с бащата и сина Лесепс и други лица, имащи отношение към делото. Осъден е на 2 години затвор и 20 000 франка глоба, но касационният съд отменя присъдата заради изтичането на срока на наказателна отговорност.
След 1900 г. вече възрастен, той се увлича по аеродинамиката, създава изследователска лаборатория и започва да прави проекти за самолети. През 1917 г. патентова един от първите изтребители, за да се издигне по-високо от тристаметровата си кула. Най-високата точка на живота му все пак остава върхът на тази кула.
Автор е на трудовете Conférence de G. Е. sur la tour de 300 mètres (П., 1889) и Les ponts portatifs économiques (в сътрудничество с Collins, П., 1888).

## Смърт
На 27 декември 1923 година великият френски инженер и учен умира спокоен в дома си на ул. Рабле в Париж на 91 години, докато слуша Бетовен, Пета симфония, Анданте. Погребан е в гробището Левалуа-Пере.

## Памет
През 1929 г. Антоан Бурдел открива бюст на Айфел в подножието на Айфеловата кула.
През 1983 г. по случай 60-годишнината от смъртта на Г. Айфел, френската поща пуска (за задморския департамент Уолис и Футуна) паметна марка с номинал от 97 франка с изображение на конструкцията на Айфеловата кула и портрет на създателя ѝ.
От 1996 г. във Франция е в обращение (до 2002 г.) банкнота от 200 франка, посветена на Густав Айфел.
В чест на Густав Айфел е наречен програмният език Eiffel, който позволява бързо и бюджетно (евтино) да се построят големи програмни системи.
През 2021 г. излиза филмът „Влюбеният Айфел“ (режисьор Мартен Бурбулон).